# 科瓦奇·考陶琳
科瓦奇·考陶琳（匈牙利語：Kovács Katalin，1976年2月29日—），匈牙利女子皮划艇运动员。她曾代表匈牙利参加2000年、2004年、2008年和2012年夏季奥林匹克运动会皮划艇比赛，共获得三枚金牌和五枚银牌。